# Sergueï Skripal
Sergueï Viktorovitch Skripal (en russe : Серге́й Ви́кторович Скрипаль), né le 23 juin 1951 dans l'oblast de Kaliningrad, est un ancien officier russe du renseignement militaire (GRU) et un ancien agent double pour les services de renseignement du Royaume-Uni, victime avec sa fille d'un empoisonnement au Novitchok auquel ils survivent tous les deux en mars 2018.

## Biographie
Sergueï Skripal nait à Kaliningrad, en URSS, le 23 juin 1951,. Son père est alors sous-colonel dans l'artillerie. Son grand-père a travaillé au NKVD (la police politique de l'URSS et ancêtre du KGB). Il étudie à l'Académie diplomatique militaire de Moscou puis participe à la guerre d'Afghanistan (1979-1989) qui oppose l'URSS et les moudjahidines afghans.
Il devient ensuite espion pour l'URSS au GRU, sous couverture diplomatique en Espagne et en Italie. Après la chute de l'URSS, il est recruté par le Secret Intelligence Service (SIS ou MI6), le service de renseignement du Royaume-Uni et devient alors un agent double durant les années 1990 et au début des années 2000,. En 1999, alors colonel et appelé à devenir général, il quitte le GRU et devient fonctionnaire à Moscou, car les généraux ne peuvent alors voyager à l'extérieur de la Russie.
En décembre 2004, il est arrêté à Moscou par le Service fédéral de sécurité de la fédération de Russie (FSB). La vie de la famille de Skripal devient alors très difficile, faisant l'objet de menaces et d'actes d'intimidation. En 2006, il est jugé et reconnu coupable de haute trahison par les autorités russes pour avoir vendu des informations au renseignement britannique. Il est condamné à 13 ans de travaux forcés dans un camp de prisonniers en Mordovie.
Le 9 janvier 2010, Sergueï Skripal et trois autres Russes sont graciés par le président Medvedev et échangés contre des espions russes arrêtés aux États-Unis dans le cadre du « Programme des Illégaux ». Il est débarqué en Grande-Bretagne, où il sera récupéré par les Britanniques. Deux semaines plus tard, lorsqu'on lui demande si les illégaux échangés doivent être punis, Vladimir Poutine, alors président du gouvernement, répond que « de telles décisions ne se prennent pas lors d’une conférence de presse. Mais les services spéciaux vivent selon leurs propres lois, et ces lois sont connues par tous leurs membres », après avoir affirmé que « les traîtres finissent mal en général ».
Il s'installe alors à Salisbury avec sa femme. En 2012, la femme de Skripal décède d'un cancer découvert deux ans plus tôt, puis son frère meurt d'un AVC trois ans plus tard. Son fils, alcoolique, décède à Saint-Pétersbourg en 2017.
Le 4 mars 2018, Skripal et sa fille Ioulia, qui était venue en visite de Moscou, sont retrouvés inconscients sur un banc à Salisbury, empoisonnés avec un agent neurotoxique de type Novitchok. Ils sont transportés à l’hôpital du district de Salisbury et restent dans un état critique jusqu'au 9 mars,. Le 29 mars, la BBC annonce que Ioulia Skripal a repris connaissance et a retrouvé l'usage de la parole, même si l'on ignore encore les éventuelles conséquences à long terme sur sa santé,.
Le 6 avril 2018, la presse annonce que Sergueï Skripal se rétablit lui aussi et n'est plus dans une condition critique.
L'empoisonnement est classé comme une tentative de meurtre. Le 12 mars 2018, Theresa May, alors Première ministre du Royaume-Uni, juge « très probable » que la Russie soit responsable de l'empoisonnement de Skripal et de sa fille.
Le 18 mai 2018, on annonce que Sergueï Skripal a lui aussi quitté l'hôpital et a été conduit en lieu sûr.
Lors d'une interview au Monde en octobre 2018, la fille aînée de Sergueï Skripal affirme : « Sergueï m’a toujours dit qu’il ne rentrerait pas en Russie tant que Poutine serait au pouvoir. Il n’accusera jamais son pays, car il sait que sa famille est ici ! ».

### Suites
Dans un premier temps, le Telegraph affirme que Skripal est proche d'un consultant de sécurité (« security consultant ») employé par Christopher Steele. Christopher Steele, directeur de Orbis Business Intelligence, constitue le dossier concernant une alléguée compromission du président Donald Trump avec la Russie,. Mais quelques mois plus tard, selon le Telegraph, des sources du renseignement affirment que cette piste de preuves reliant Skripal à Steele a été fabriquée par les services secrets russes avant l'empoisonnement afin de semer le doute sur l'origine de celui-ci.
En juillet 2018, la tension remonte au Royaume-Uni avec l'empoisonnement et la mort de Dawn Sturgess (en) par du Novitchok introduit dans un flacon de parfum, puis par l'identification comme suspects en septembre de deux agents du GRU qui mènera à une série d'expulsions du pays de diplomates russes.
En 2020, une série britannique retraçant cette histoire sera réalisée par Saul Dibb et diffusée sur Arte en mars 2024.